# Rix (Jura)
Rix (seit 1946 amtliche Bezeichnung im Pariser INSEE-Register, eigentlich Rix-Trébief seit 1827), ist eine französische Gemeinde im Département Jura in der Region Bourgogne-Franche-Comté.

## Geographie
Rix liegt etwa elf Kilometer östlich der Stadt Champagnole (Luftlinie). Die Bauerngemeinde erstreckt sich im Jura, an leicht erhöhter Lage südlich des Tals des Baches Settière, gegenüber dem Hügel von Nozeroy. Der Name des größeren Ortsteiles Trébief kommt von Tré und Bief (freigrafschaftlicher Dialekt, zu Deutsch „drei“ und „Bach“).
Die Fläche des 5,17 km² großen Gemeindegebiets umfasst einen Abschnitt des französischen Juras. Die nördliche Grenze verläuft stets im Bereich des Baches Settière, welcher durch eine breite Talniederung nach Westen fließt, unterhalb von Trébief zum Teich Étang de la Settière aufgestaut wird und das Gebiet über den Bach Serpentine zum Ain entwässert. Vom Bachlauf erstreckt sich das Gemeindeareal südwärts über die Talaue und den sanft ansteigenden Hang von Rix bis auf die angrenzende Hochfläche, die durchschnittlich auf 850 m liegt. Das Gebiet ist hauptsächlich von Wies- und Weideland bedeckt. Auf einer Kuppe bei der Flur Le Mariage wird mit 923 m die höchste Erhebung von Rix erreicht.
Zu Rix gehören die Dörfer Rix (775 m) und Trébief (763 m) sowie der Einzelhof Le Barbillon. Nachbargemeinden von Rix sind Nozeroy und Longcochon im Norden, La Latette im Osten, Fraroz und Billecul im Süden sowie La Favière im Westen.

## Geschichte
Erstmals urkundlich erwähnt werden Rix und Trébief im 14. Jahrhundert. Seit dem Mittelalter gehörten die Dörfer zur Herrschaft Nozeroy. Nach einer Pestepidemie im frühen 17. Jahrhundert wurden sie 1639 von Truppen des Herzogs Bernhard von Sachsen-Weimar zerstört. Zusammen mit der Franche-Comté gelangten sie mit dem Frieden von Nimwegen 1678 an Frankreich. Zu einer Gebietsveränderung kam es 1827, als das vorher selbständige Rix mit Trébief vereinigt wurde.

## Bevölkerung
| Jahr                       | 1962 | 1968 | 1975 | 1982 | 1990 | 1999 | 2005 | 2018 |
| Einwohner                  | 107  | 88   | 72   | 79   | 84   | 73   | 71   | 80   |
| Quellen: Cassini und INSEE |      |      |      |      |      |      |      |      |

Mit 77 Einwohnern (Stand 1. Januar 2022) gehört Rix zu den kleinsten Gemeinden des Départements Jura. Nachdem die Einwohnerzahl in der ersten Hälfte des 20. Jahrhunderts deutlich abgenommen hatte (1896 wurden noch 181 Personen gezählt), wurden seit Beginn der 1970er Jahre nur noch geringe Schwankungen verzeichnet.

## Wirtschaft und Infrastruktur
Rix war bis weit ins 20. Jahrhundert hinein eine vorwiegend durch die Landwirtschaft, insbesondere Milchwirtschaft und Viehzucht geprägte Gemeinde. Noch heute leben die Bewohner hauptsächlich von dieser Tätigkeit. Außerhalb der Land- und Milchwirtschaft gibt es nur wenige Arbeitsplätze im Dorf. Einige Erwerbstätige sind auch Wegpendler, die in den umliegenden größeren Ortschaften ihrer Arbeit nachgehen.
Die Gemeinde liegt abseits der größeren Durchgangsstraßen nahe einer Departementstraße, die von Nozeroy nach Cerniébaud führt. Eine weitere Straßenverbindung besteht mit Billecul.